# Baby Baby Baby (Joss Stone)
Baby Baby Baby è una canzone soul della cantante Joss Stone, scritta dalla cantante insieme a Danny P, e Jonathan Shorten per il terzo album della cantante Introducing Joss Stone del 2007.

## Tracce
British CD single
1. "Baby Baby Baby" (UK Radio Mix)
2. "L-O-V-E" (Long Version)

## Classifiche
| Chart (2007)                | Peak position |
| --------------------------- | ------------- |
| Luxembourgian Airplay Chart | 45            |